# Långtjärnen (Svärdsjö socken, Dalarna, 674048-148984)
Långtjärnen är en sjö i Falu kommun i Dalarna och ingår i Dalälvens huvudavrinningsområde. Sjön har en area på 0,0688 kvadratkilometer och ligger 244 meter över havet.

## Delavrinningsområde
Långtjärnen ingår i det delavrinningsområde (673968-149020) som SMHI kallar för Utloppet av Utgrycken. Medelhöjden är 277 meter över havet och ytan är 22,1 kvadratkilometer. Räknas de 6 avrinningsområdena uppströms in blir den ackumulerade arean 82,89 kvadratkilometer. Rogsån (Fjällgrycksån) som avvattnar avrinningsområdet har biflödesordning 4, vilket innebär att vattnet flödar genom totalt 4 vattendrag innan det når havet efter 242 kilometer. Avrinningsområdet består mestadels av skog (81 procent). Avrinningsområdet har 3,03 kvadratkilometer vattenytor vilket ger det en sjöprocent på 13,7 procent.